# 頭楯目
頭楯類支序（學名：Cephalaspidea），俗稱作泡螺，是一個包括有海螺及海蛞蝓的主要分類，皆為海洋腹足綱軟體動物。舊屬後鰓目，現時是後鰓類群組之下真後鰓類支序的成員。

## 分類學
根據ITIS，本目原來有15個科，但其分類在2005年到2015年間經歷過多番大幅的修訂，所以有不少文獻仍在使用舊有的分類。為分辨兩者，有時會在指示現時的頭楯目時在名稱之後加上「s.s.」（即「嚴謹定義」的意思）。

### 2005年分類
根據2005年的《布歇特和洛克羅伊的腹足類分類》，頭楯目包括下列五個總科：
- 棗螺總科 Bulloidea：當時還未包括現時的米螺科
  - 棗螺科 Bullidae
- 透螺總科 Diaphanoidea
  - 透螺科 Diaphanidae
  - Family Notodiaphanidae
- 長葡萄螺總科 Haminoeoidea
  - 長葡萄螺科 Haminoeidae
  - Family Bullactidae
  - 翡翠螺科 Smaragdinellidae[4]：又名綠珠螺科[5]
- 壳蛞蝓总科 Philinoidea
  - 壳蛞蝓科 Philinidae：又名薄泡螺科
  - 拟海牛科 Aglajidae
  - 盒螺科 Cylichnidae
  - 腹翼科 Gastropteridae[6]
  - Family Philinoglossidae
  - Family Plusculidae
  - 凹塔螺科 Retusidae
- 羽叶鳃总科 Runcinoidea
  - 羽叶鳃科 Runcinidae
  - Family Ilbiidae

### 2015年分類
Oskars (2015)發現原來頭楯目的盒螺科（Cylichnidae）、透螺科（Diaphanidae）、長葡萄螺科（Haminoeidae）、薄泡螺科（Philinidae）及凹塔螺科（Retusidae）這五個科並非单系，所以把各科的物種重新分類：透螺總科被認為是盒螺總科的異名。

### 2017年分類
根據2017年的《布歇特等人的腹足類分類》，頭楯目包括下列五個總科：
- 棗螺總科 Bulloidea Gray, 1827
- 盒螺總科 Cylichnoidea H. Adams & A. Adams, 1854
- 長葡萄螺總科 Haminoeoidea Pilsbry, 1895
- 紐恩斯螺總科 Newnesioidea Moles, Wägele, Schrödl & Avila, 2017
- 壳蛞蝓总科 Philinoidea Gray, 1850 (1815)

原羽葉鰓總科（Runcinoidea）從頭楯目獨立出來成為羽葉鰓目（Runcinida）的唯一成員。